# Concert baroque
Concert baroque (Concierto barroco) est un roman de l'écrivain cubain Alejo Carpentier paru en 1974.
Le roman, traduit en français par René L. F. Durand, est publié chez Gallimard en 1976.

## Résumé
Au XVIIIe siècle, un riche seigneur mexicain prépare ses valises pour se rendre au carnaval de Venise. L'instant paraît très attendu car c'est à une cérémonie bien rodée que nous assistons. En effet le maître se présente rapidement comme un esthète, ainsi qu'un passionné pour l'histoire de son pays. Accompagné de son premier valet Francisquillo, il part donc le lendemain et fait une première étape à La Havane, ravagée par une épidémie qui emporte le serviteur. Le Maître, attristé de n'avoir plus de héraut à ses côtés pour le distraire au son de son instrument, trouve alors un créole (Filomeno) jouant de la guitare d'une façon archaïque et irrévérencieuse, et se décide à faire de ce « noir libre » son nouveau page, impatient de poursuivre son voyage et de pouvoir faire à Venise sa « prestigieuse apparition » tant escomptée.
Ils partent alors, traversent l'Europe par Madrid, Valence, Barcelone et d'autres villes encore et c'est en traversant un voile lugubre que le carnaval se livre enfin. le Maître, déguisé en Montezuma se fond alors, accompagné de Filomeno dans un éclatement de couleur et de musique. Ils rencontrent dans ce tumulte un prêtre du nom de Antonio (Vivaldi), qui les présente à un certain Georg Friedrich (Haendel) ainsi qu'à Scarlatti. Le prêtre mène tout ce beau monde au Pio Ospedale della Pietà où va se dérouler une fresque d'ivresse où les époques se mêlent, où les costumes tendent à devenir réalité et où la musique nous entraîne dans la recherche d'un idéal artistique, libéré de toutes conventions, où le langage littéraire même tend à devenir musique dans ce Concert baroque improvisé, surnaturel. 
Le concert baroque s'achève sur une participation éblouissante de Louis Armstrong sans doute appelé par The Trumpet Shall Sound de Haendel quelques pages plus haut : il vient mêler Go Down Moses aux réminiscences de tous les opéras bibliques, un anachronisme qui renforce la dimension baroque et surnaturelle du roman.

## Particularités du roman
Œuvre de maturité, Concert baroque se présente comme un court roman exposant une forme de synthèse des préoccupations de l'artiste. C'est ici toute la virtuosité d'un chef de file du réalisme magique qui s'exprime, ainsi que le musicologue, toujours intéressé par la transposition des moyens structurels de la musique à la littérature.
Multipliant également les références à tous les arts et faisant se côtoyer artistes de toutes époques et de tous horizons, il y a au-delà d'un hommage certain, une volonté de réconcilier les cultures au profit de la recherche d'un renouveau artistique.

## Éditions
Édition originale espagnole
- (es) Alejo Carpentier, Concierto barroco, Cuba, Editorial Siglo veintiuno, 1974

Éditions françaises
- (fr) Alejo Carpentier (auteur) et René L. F. Durand (traducteur), Concert baroque [« Concierto barroco »], Paris, Gallimard, coll. « Du monde entier », octobre 1976, 130 p. (ISBN 2-07-029407-2, BNF 34557471)
- (fr) Alejo Carpentier (auteur) et René L. F. Durand (traducteur) (trad. de l'espagnol), Concert baroque [« Concierto barroco »], Paris, Gallimard, coll. « Folio no 1020 », octobre 1978, 119 p. (ISBN 2-07-037020-8, BNF 34601918)
- (fr) Alejo Carpentier (auteur) et René L. F. Durand (traducteur) (trad. de l'espagnol), Concert baroque [« Concierto barroco »], Paris, Gallimard, coll. « Folio bilingue no 20 », octobre 1991, 185 p. (ISBN 2-07-038315-6, BNF 35476095)